# 第12後方支援隊
第12後方支援隊（だいじゅうにこうほうしえんたい、JGSDF 12th Logistic Support Troop）は、陸上自衛隊新町駐屯地（群馬県高崎市）に隊本部が駐屯する第12旅団隷下の後方支援部隊である。

## 概要
隊長は1等陸佐（三）が充てられ、第12旅団の後方支援業務（補給、整備、回収、輸送等の業務）および衛生支援を任務とするほか、災害派遣や民生協力・国際貢献活動も行っている。第1整備中隊を相馬原駐屯地に、第2整備中隊の一部を支援する部隊が駐屯する駐屯地に分散して配置されている。

## 沿革
- 2001年（平成13年）3月27日：第12師団の旅団化に伴い、第12後方支援連隊から第12後方支援隊に縮小改編。
- 2004年（平成16年）10月：新潟県中越地震発生による災害派遣出動。
- 2006年（平成18年）4月：第10次イラク人道復興支援群に要員を派遣。
- 2007年（平成19年）7月：新潟県中越沖地震発生による災害派遣出動。
- 2013年（平成25年）3月26日：第2整備中隊第4普通科直接支援小隊（相馬原駐屯地：第48普通科連隊を支援）を廃止。
- 2023年（令和05年）
  - 3月15日：部隊改編。

  1. 第2整備中隊特科直接支援小隊（宇都宮駐屯地：第12特科隊を支援）を廃止。
  2. 第2整備中隊対戦車直接支援班（新町駐屯地：第12対戦車中隊を支援）を廃止。

  - 3月16日：第2整備中隊偵察直接支援小隊（相馬原駐屯地）を偵察戦闘直接支援隊に改編。

## 部隊編成
特記がないものは新町駐屯地に所在している。
- 第12後方支援隊本部
- 第12後方支援隊本部付隊「12後支-本」
- 第1整備中隊「12後支-1整」（相馬原駐屯地）
  - 中隊本部
  - 車両整備小隊
  - 火器整備班
  - 施設整備小隊
  - 通信電子整備小隊
  - 需品整備班
  - 化学整備班
  - 工作回収班

- 第2整備中隊「12後支-2整」
  - 中隊本部
  - 第1普通科直接支援小隊（高田駐屯地）：第2普通科連隊を支援
  - 第2普通科直接支援小隊（松本駐屯地）：第13普通科連隊を支援
  - 第3普通科直接支援小隊（新発田駐屯地）：第30普通科連隊を支援
  - 高射直接支援小隊（相馬原駐屯地）：第12高射特科中隊を支援
  - 偵察戦闘直接支援隊（相馬原駐屯地）：第12偵察戦闘大隊を支援

- 補給中隊「12後支-補」
  - 中隊本部班
  - 補給小隊
  - 業務小隊
- 輸送隊「12後支-輸」
  - 隊本部班
  - 第1輸送小隊
  - 第2輸送小隊
- 衛生隊「12後支-衛」
  - 隊本部班
  - 治療小隊
  - 救急車小隊

## 主要幹部
| 官職名                             | 階級    | 氏名     | 補職発令日     | 前職                                        |
| ---------------------------------- | ------- | -------- | -------------- | ------------------------------------------- |
| 第12後方支援隊長 兼 新町駐屯地司令 | 1等陸佐 | 橋詰勝常 | 2024年03月18日 | 統合幕僚監部首席後方補給官付 後方補給室勤務 |

| 代 | 氏名     | 在職期間                        | 前職                                        | 後職                                        |
| -- | -------- | ------------------------------- | ------------------------------------------- | ------------------------------------------- |
| 01 | 宮本忠明 | 2001年03月27日 - 2002年12月01日 | 第12後方支援連隊長                          | 陸上幕僚監部防衛部運用課 予備自衛官運用室長 |
| 02 | 森本澄男 | 2002年12月02日 - 2005年03月22日 | 陸上幕僚監部装備部需品課 需品班長           | 陸上自衛隊需品学校教育部長                  |
| 03 | 吉岡和朗 | 2005年03月23日 - 2007年07月31日 | 東部方面総監部装備部装備課長                | 陸上自衛隊幹部学校学校教官                  |
| 04 | 前田光弘 | 2007年08月01日 - 2009年03月23日 | 北部方面総監部装備部装備課長                | 陸上自衛隊幹部学校学校教官                  |
| 05 | 渕靖隆   | 2009年03月24日 - 2011年04月18日 | 陸上自衛隊関西補給処桂支処 整備部長         | 陸上自衛隊高射学校第2教育部長               |
| 06 | 宮田英徳 | 2011年04月19日 - 2012年12月03日 | 陸上幕僚監部装備部武器・化学課 弾薬班長     | 陸上自衛隊武器学校総務部長                  |
| 07 | 塚本義明 | 2012年12月04日 - 2014年12月18日 | 技術研究本部事業監理部計画官付 計画調整官   | 陸上自衛隊幹部学校学校教官                  |
| 08 | 中川博英 | 2014年12月19日 - 2015年12月17日 | 陸上自衛隊幹部学校学校教官                  | 陸上自衛隊九州補給処装備計画部長            |
| 09 | 栫憲記   | 2015年12月18日 - 2017年07月31日 | 東部方面総監部装備部装備課長                | 陸上自衛隊幹部学校学校教官                  |
| 10 | 堀地昌志 | 2017年08月01日 - 2019年12月19日 | 東部方面総監部装備部勤務                    | 陸上幕僚監部装備計画部武器・化学課 車両班長 |
| 11 | 川畑裕幸 | 2019年12月20日 - 2022年07月31日 | 北部方面総監部装備部装備課長                | 北部方面後方支援隊副隊長                    |
| 12 | 二見光俊 | 2022年08月01日 - 2024年03月17日 | 陸上自衛隊補給統制本部需品部 補給計画課長   | 陸上自衛隊関東補給処松戸支処 総務部長       |
| 13 | 橋詰勝常 | 2024年03月18日 -                | 統合幕僚監部首席後方補給官付 後方補給室勤務 |                                             |

## 主要装備
- 重レッカ
- 中型セミトレーラ
- 3トン半水タンク車
- 3トン半燃料タンク車
- 3トン半航空用燃料タンク車
- 野外支援車
- 野外炊具
- 野外洗濯セット2型
- 野外入浴セット2型
- 浄水セット（車載型）
- 野外手術システム
- 1トン半救急車
- 1/2tトラック / 73式小型トラック
- 1 1/2tトラック / 73式中型トラック
- 3 1/2tトラック / 73式大型トラック
- 7tトラック / 74式特大型トラック
- 9mm拳銃
- 89式5.56mm小銃
- 12.7mm重機関銃M2
- 91式携帯地対空誘導弾

## 警備隊区
群馬県藤岡市、安中市、高崎市、玉村町、伊勢 崎市、太田市、大泉 町、千代田町、明和町、板倉町、館林市、邑楽町

## 廃止部隊
- 2013年（平成25年）3月26日廃止
  - 第2整備中隊第4普通科直接支援小隊（相馬原駐屯地）第48普通科連隊を支援：東部方面後方支援隊第303普通科直接支援中隊へ改編。
- 2023年（令和5年）3月15日廃止
  - 第2整備中隊特科直接支援小隊（宇都宮駐屯地）第12特科隊を支援：
  - 第2整備中隊対戦車直接支援班（新町駐屯地）第12対戦車中隊を支援：